# Хабаров, Иван Тимофеевич
Иван Тимофеевич Хабаров  (23 августа 1923 — 28 июля 2000) — передовик советской строительной отрасли, бригадир плотников строительно-монтажного управления № 2 треста «Металлургстрой» Куйбышевского совнархоза, Герой Социалистического Труда (1960).

## Биография
Родился в 1923 году на территории Тамбовской губернии, в русской крестьянской семье.
С 1939 года трудился трактористом в местном колхозе. Войну встретил, работая в сельском хозяйстве. В июне 1942 года призван в Красную Армию. Участник Великой Отечественной войны. Служил сапёром 54-го инженерного батальона в 5-й ударной армии. С 1944 года — радиотелеграфист. Принимал участие в борьбе с врагом на Южном, Донском, Белорусском, 1-м Белорусском, 2-м Украинском фронтах. Награждён медалями. С 1944 года член ВКП(б).
В 1947 году, демобилизовавшись, вернулся работать на трактор в машинно-тракторную станцию. В начале 1950-х годов переехал жить в город Самару. С 1952 года начал работать в системе треста «Промстрой». С 1957 года стал трудиться бригадиром плотников строительно-монтажного управления № 2 треста «Металлургстрой». Один из инициаторов создания комплексных бригад. Участвовал в строительстве Алексеевского свинокомплекса, завода клапанов, Кротовской птицефабрики, Дворца спорта, Дома печати и многих других объектов.
Указом Президиума Верховного Совета СССР от 17 октября 1960 года за достижение высоких показателей в строительстве Ивану Тимофеевичу Хабарову было присвоено звание Героя Социалистического Труда с вручением ордена Ленина и медали «Серп и Молот».
Продолжал трудиться в тресте.
Избирался депутатом Верховного Совета СССР 6-го созыва.
Проживал в городе Самаре. Умер 28 июля 2000 года. Похоронен на городском кладбище.

## Память
- В Самаре н доме по улице Свободы, 105, установлена мемориальная доска, посвящённая Герою[2].

## Награды
За трудовые и боевые успехи был удостоен:
- золотая звезда «Серп и Молот» (17.10.1960)
- орден Ленина (17.10.1960)
- Медаль За отвагу (22.11.1944)
- Медаль "За боевые заслуги" (02.03.1943)
- Медаль "За взятие Будапешта" (30.10.1945 )
- другие медали.